# جناح الولادة

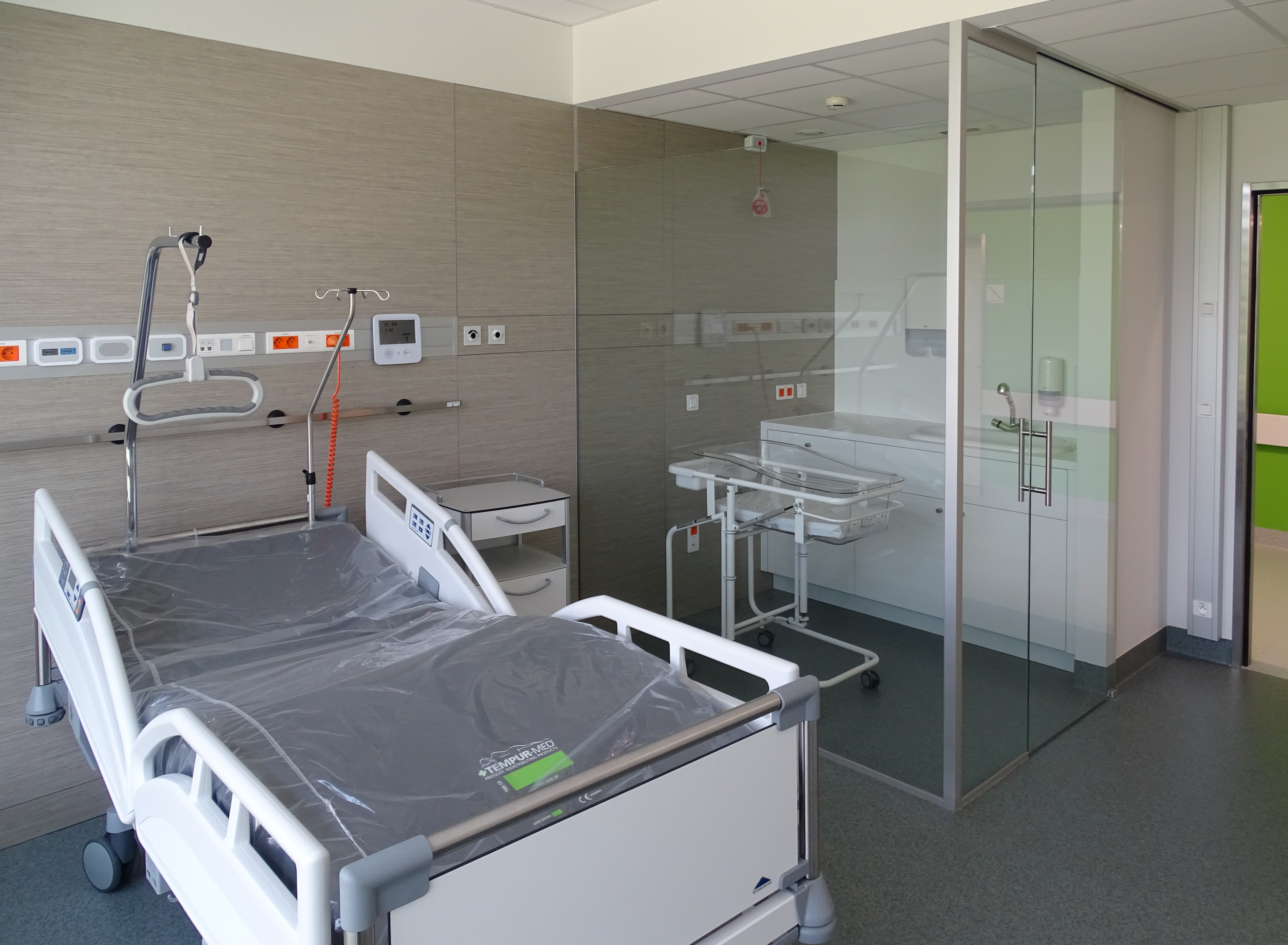
غرفة صحية للحوامل والرضع

جناح الولادة هو قسم تابع لمستشفى توليد أو مستشفى عام، ويضم غرف النفاس والحوامل وغرفة الولادة وغرف الموظفين كأطباء أمراض النساء والقابلات والعاملين القبالة وللرضيع والممرضين. تجري رعاية الحوامل في جناح الولادة قبل الولادة وفي أثنائها وبعدها، وكذلك النساء الحوامل اللاتي يحتاجن إلى التشخيص والعلاج داخل المستشفى. يُرعى الرُّضَّع فيها وتقدم لهم الرعاية الطبية لهم حتى خروج الأم من العيادة.